# Amfiteater v Catanii
Amfiteater v Catanii je rimski amfiteater v mestu Catania na Siciliji v južni Italiji, zgrajen v obdobju Rimskega cesarstva, verjetno v 2. stoletju našega štetja, na severnem robu antičnega mesta ob vznožju hriba Montevergine. Zdaj je viden le majhen del zgradbe, pod nivojem tal, severno od Piazza Stesicoro. To območje je zdaj zgodovinsko središče mesta, vendar je bilo takrat na obrobju antičnega mesta in zasedeno tudi z nekropolami v Catanii. Zgradba je del arheološkega parka Parco archeologico greco-romano di Catania.

## Opis
Amfiteater v Catanii je najbolj zapleten in največji izmed vseh amfiteatrov na Siciliji. Je ena izmed velikih aren, kot so tudi Kolosej, amfiteater v mestu Capua in Veronska arena. Struktura eliptične oblike, obdana z radialnimi stenami in oboki, ki podpirajo sedeže (cavea), ki je imela 14 stopnic in 32 prehodov. Po zunanji strani objekta je potekala galerija, na kateri je bila nameščena zunanja fasada. Premer arene je bil največ 70 metrov, manjši premer pa približno 50 metrov, obseg pa 192 metrov. Zunanji premer je bil 125 x 105 metrov, zunanji obseg pa 309 metrov. Tehnika opus vittatum je bila uporabljena za gradnjo notranjosti in opus quadratum za zunanjost. Ostanki pilastrov so v opus quadratum z majhnimi bloki magmatskih kamnin. Cavea je bila narejena iz bazalta z Etne, obloženega z marmorjem. Zunanje stene kažejo na stopnjo neprevidnosti pri gradnji. Bloki so rezani nepravilno in zdi se, da so bili večinoma reciklirani. Zunanji loki so izdelani iz velikih pravokotnih opek pravilne oblike in kakovostne malte, notranji pa iz betona z velikimi radialnimi ploščami. Kljub splošni treznosti stavbe je bil kontrast med barvo zelo temne magmatske skale sten in rdečimi opekami obokov zelo presenetljiv. Pomembnost v razredu je dodala uporaba marmorja, ne samo za obloge stopnic, ampak tudi za nekatere okraske, na primer herme na straneh glavnega vhoda. Glavne stopnice so bile verjetno iz apnenca, kar je ustvarilo močno povezavo z belo sedežno garnituro in črno barvo drugih stopnišč. Verjetno je obstajala prevleka z velikimi senčili za zaščito ljudi pred močnim soncem in dežjem.
Iz dimenzij gledališča je mogoče izračunati, da je sprejelo 15.000 gledalcev in to število skoraj podvojilo z dodatkom lesenih tribun za stoječe gledalce. Po negotovi in nepotrjeni tradiciji naj bi se v amfiteatru odvijale naumachiae (uprizorjene morske bitke) z uporabo antičnega akvadukta, da bi areno napolnili z vodo.

### Vhod
Do izkopanega dela amfiteatra se danes dostopa skozi železna vrata. Leta 1906 so bila vrata okrašena z nekaj drobci marmornatih stebrov, ki so bili prvotno del zgornje lože, dva razdrobljena jonska stebra in del arhitrava z napisom AMPHITHEATRVM INSIGNE ('Ugledni amfiteater'). Železna vrata so v središču, med stebri, ki imajo kapitele, ki podpirajo arhitrav. Druga dva stebra sta na obeh straneh, vmes pa so kamniti zidovi s simboličnimi napisi dveh slavnih starih Grkov, povezanih s tem območjem (Harond na levi in Stesihor na desni), ki jih je sestavil pesnik Mario Rapisardi. Tradicija pravi, da so njihove grobnice dejansko na območju amfiteatra.

## Zgodovina
Spomenik je bil verjetno zgrajen v 2. stoletju našega štetja. Natančen datum ni znan, vendar arhitekturni slog nakazuje čas med cesarjema Hadrijanom in Antoninom Pijem. Zdi se jasno, da je bil razširjen v 3. stoletju našega štetja, kar je potrojilo velikost strukture.
Neutemeljena priljubljena legenda trdi, da je izliv lave iz izbruha Etne leta 252 prišel do gledališča, a ga ni uničil. Ta tradicija izhaja iz življenja svete Agate, kot poročajo v Acta Sanctorum Jeana Bollanda, kjer poročajo, da je v določenem letu svetničine smrti (251) lava tekla proti mestnim vratom in kmetom, ki so bili zaskrbljeni za svoje polja, odšel do grobnice svetnice, odstranil pokrov nagrobnika in s tem ustavil lavo. Čeprav je ta vir očitno hagiografski, je vulkanologe, kot je Carlo Gemmellaro, navdihnil, da so amfiteater (ki je blizu mestnih vrat) napačno razlagali kot točko, kjer se je lava ustavila. Nedavne stratigrafske študije so jasno pokazale, da je kamnina, opredeljena kot 'tok lave svete Agate' iz leta 252, dejansko prišla iz Monpeloso in je tekla skozi območje Nicolosi, preden se je ohladila in strdila v Mascaluciji, približno 450 metrov nad morjem. Tok se je premaknil proti Catanii, vendar je dejansko ni nikoli dosegel. Edini sledovi lave v bližini amfiteatra so lava, ki se naslanja na eno od obokanih sten stavbe. Ko pa je bilo v 20. stoletju v stene notranje steze izvrtano jedro, da bi ugotovili, kaj je za njimi, so odtekli 'vagoni' tekočine, kar jasno kaže, da je prostor zadaj prazen. Odlomek vulkanske kamnine je verjetno postavljen tam, da bi podprl temelje fasade cerkve San Biagio nad njo.
Po besedah Kasiodorja je Teodorik, kralj Ostrogotov, v 5. stoletju prebivalcem mesta dovolil, da gledališče uničijo za gradbeni material za gradnjo kamnitih zgradb, ker je bil spomenik 'že dolgo časa' zapuščen. Po mnenju nekaterih avtorjev je Rogerij II. Sicilski v 11. stoletju še dodatno pokvaril strukturo za gradnjo stolnice v Catanii, vključno s sivimi granitnimi stebri, ki krasijo fasado stolnice in apside , v katerih je mogoče videti popolnoma rezane kamne , ki so bili morda uporabljeni tudi pri gradnji Castello Ursino v obdobju  Friderik II..
V 13. stoletju so po tradiciji so amfiteatrske vomitoria (vhodne poti) Anžujci uporabljali za vhod mesto v času sicilskih večernic. V naslednjem stoletju so vhode zazidali in ruševine vključili v aragonske utrdbe (1302). Leta 1505 je državljanski senat podelil Giovanniju Gioeniju koncesijo za uporabo kamna za gradnjo hiš in samo areno kot vrt. Leta 1550 so bili sprejeti ukrepi za zavarovanje ruševin pri gradnji novih utrdb: prvo in drugo nadstropje sta bila podrta in galerije zasute z ruševinami. Po potresu na Siciliji leta 1693 je bil dokončno pokopan, območje pa spremenjeno v prostor za parado. Nato so bili oboki galerij uporabljeni kot temelji novih hiš in za neoklasicistično fasado cerkve San Biagio.
Od druge polovice 18. stoletja je bil amfiteater predmet arheoloških izkopavanj. Vendar odkritja niso bila ohranjena: namesto tega so bili oboki zazidani in ponovno uporabljeni v palačah obnovljenega mesta. V zgodnjih letih 20. stoletja so se v okviru gradnje Piazza Stesicoro začela obnovitvena dela, da bi se mesto odprlo za obiskovalce. Leta 1943, med zavezniškim bombardiranjem, ki je del mesta pretvorilo v ruševine, je bila konstrukcija uporabljena kot zaklonišče pred bombami. Nato je doživel obdobja zanimanja in zapuščenosti. Nekaj let so bili predori zaprti zaradi 'varnostnih razlogov' zaradi tragičnih nesreč, ki so nastale zaradi raziskovanja ljudi. Amfiteater je bil obnovljen leta 1997 in odprt tistega poletja. Nato je bil zaprt zaradi dotoka kanalizacije iz sosednjih hiš. To je bilo delno odpravljeno in je bil za javnost ponovno odprt leta 1999, nato pa se je zaradi poslabšanja nekoliko pozneje zaprl.
Ostanki, ki predstavljajo približno desetino amfiteatra, so vidni od vhoda na Piazza Stesicoro in od Vico Anfiteatro, kjer je struktura vidna do tretjega nadstropja. Do leta 2007 je bilo na ulici Via del Colosseo mogoče videti del drugega nadstropja, zdaj pa je v celoti pokrit z novo teraso vile Cerami. V notranjosti vile, ki jo danes uporablja pravna fakulteta Univerze v Catanii, je še vedno mogoče videti del oboka, ki je povezoval amfiteater s hribom Montevergine (verjetno starodavno akropolo mesta). Preostali del amfiteatra je pod Via Neve, Via Manzoni in Via Penninello.
Zdi se, da so zgodnja moderna izkopavanja razlog za nestabilnost konstrukcije, ki je bila leta 2014 v parlamentarni razpravi prikaza kot nevarnost propada in na katero je CTzen že opozoril v javnosti. 24. aprila 2014 je bil ustanovljen strokovni odbor, ki je organiziral obnovo spomenika in varoval sosesko, ki se je skozi stoletja razvijala na vrhu zgradbe.

## Raziskave
Prvi sodobni učenjak, ki je razpravljal o amfiteatru v Catanii, je bil Tommaso Fazello, ki je prav tako določil njegove dimenzije. Kasneje so avtorji, kot sta Ottavio D'Arcangelo in Giovanni Battista Grossi, predlagali fantastične rekonstrukcije strukture, ki pa so vključevale prve raziskave stavbe.
V 18. stoletju je Ignazio Paternò Castello za izkopavanja porabil velike količine lastnega denarja, da bi nedvomno ugotovil, da je amfiteater dejansko obstajal - to so nekateri obiskovalci odločno zanikali. V dveletnem obdobju je odkril cel hodnik in štiri velike oboke zunanje galerije. V 19. stoletju je bilo do teh izkopavanj še vedno mogoče dostopati z vhoda na ulici Via del Colosseo (ki je bila in je bila znana tudi kot Catania Vecchia), z njo pa so se povezale vse vrste legend, na primer zgodba o šolski skupini, ki se je na obisk prikradla in nikoli ni prišla ven.
Leta 1904 so se v času uprave župana Giuseppeja De Feliceja Giuffride začela dela, da bi se celotna zgradba razkrila, pod nadzorom arhitekta Filadelfa Fichere. Ta projekt se je končal dve leti pozneje. Takrat je bil odkrit širok in skrivnosten prehod , verjetno pozen prizidek stavbe, ki je tistim, ki so sedeli najbližje areni, preprečil, da bi dobro videli predstavo in zmanjšal dimenzije arene, vendar je omogočil boljši pogled za dodatno raven, verjetno tisto, dodano v 3. stoletju našega štetja. Leta 1907 je bila otvoritvena slovesnost, ki se je je udeležil kralj Victor Emanuel III. Že do medvojnega obdobja je amfiteater še enkrat propadel do te mere, da so številne zgradbe uporabljale sedeže za kanalizacijo.
V zadnjih letih je bil tudi amfiteater nenadoma zaprt in ponovno odprt. Konec leta 2007 in 2008 so bila izvedena tehnična dela za ugotavljanje ohranjenosti zunanjih pilastrov. Ob tej priložnosti je bilo mogoče potrditi, da je bila struktura v drugi fazi prenovljena in razširjena. Nato je bila izvedena nadaljnja preiskava, ki je lahko ustvarila navidezno rekonstrukcijo konstrukcije.